# Famille Armand
La famille Armand est une famille française originaire de Champagne. Elle reçoit un bref pontifical en 1867, confirmé en 1868. Elle appartient ainsi à la noblesse pontificale. 
Elle compte parmi ses membres des hommes politiques et des diplomates, ainsi qu'un commandant du 2e bureau de l'État-Major général.

## Histoire
La famille Armand est originaire de Champagne,.
La famille Armand appartenait à « la meilleure société parisienne » au début du XXe siècle. Elle se distingua notamment par  Ernest Armand, fils de l'homme politique Jean-François Armand, qui fut ministre plénipotentiaire à Rome en 1867. Lors de l'invasion des États pontificaux par  Garibaldi,  Ernest Armand défendit en même temps l'existence du Saint-Siège et la dignité de la France qui avait garanti par traité l'intégrité des États romains. Le pape Pie IX le récompensa alors pour ces conseils donnés au Saint-Siège qui permirent de préserver Rome. Il fut ainsi « créé comte romain par un bref des plus flatteurs, en date du 26 novembre 1867, et ce titre héréditaire lui fut confirmé par décret impérial le 4 juillet 1868 ».
On trouve également parmi ses membres un officier du 2e bureau de l'État-Major général, Abel Armand, fils de  Ernest Armand. Sorti deuxième de la promotion de Madagascar (1883-1885) de Saint-Cyr, il fut chargé pendant la Première Guerre mondiale d'engager des pourparlers secrets avec l'Autriche en vue d'une paix séparée. Pendant plusieurs mois, d'août 1917 à février 1918, il s'entretiendra à ce sujet avec le comte austro-hongrois Nikolaus Revertera von Salandra, délégué par le dernier empereur d'Autriche et dernier roi de Hongrie, Charles Ier.

## Filiation
Ci-dessous, une filiation simplifiée de la famille Armand :
- Jean-François Armand (1789-1883), homme politique, marié en 1828 avec Clotilde Marey-Monge, fille de Nicolas-Joseph Marey, et petite-fille de Gaspard Monge :
  -  Ernest Armand (1829-1898), 1er comte Armand, diplomate, marié avec Victoria Rainbeaux, fille d'Émile Rainbeaux (puis en secondes noces avec Anne de Gontaut-Biron, fille d'Élie de Gontaut-Biron, sans postérité) :
    - Abel Armand (1863-1919), 2e comte Armand, officier militaire puis administrateur de sociétés, marié avec Françoise Sauvage de Brantes, arrière-petite-fille de  Jean-Gérard Lacuée, comte de Cessac, et de François-Dominique Mosselman. Ils ont cinq enfants, dont :
      - Roger Armand (1893-1981), 3e comte Armand, marié en 1937 avec Jacqueline de Lévezou de Vesins (1908-). Ils ont quatre enfants, dont :
        - Gabriel Armand (1942), 4e comte Armand, avocat au barreau de Paris, associé du cabinet Goldsmith, Delvolvé & Associés, marié en 1964 avec Anne Lefèvre d’Ormesson (1942)[5], fille d'Olivier d’Ormesson, dont trois enfants.

      - Jacques Armand (1896-1983), érudit de sylviculture, membre la  Société académique de l'Aube[6]. Il fut propriétaire du château de Carheil.
      - Anne Armand (1898-1964), mariée en 1924 avec le comte Jean-Louis d'Oultremont (1885-1928)
      - Jean Armand (1900-1944), résistant, mort en déportation.

## Personnalités
- Jean-François Armand (1789-1883), ingénieur de l'École polytechnique et homme politique français.
- Ernest Armand (1829-1898), 1er comte Armand, diplomate et homme politique français.
- Abel Armand (1863-1919), 2e comte Armand, officier du 2e bureau d'État-Major, puis administrateur de sociétés.
- Jean Armand (1900-1944), résistant, capitaine des Forces Françaises Combattantes, mort en déportation après avoir été arrêté par la Gestapo[7].

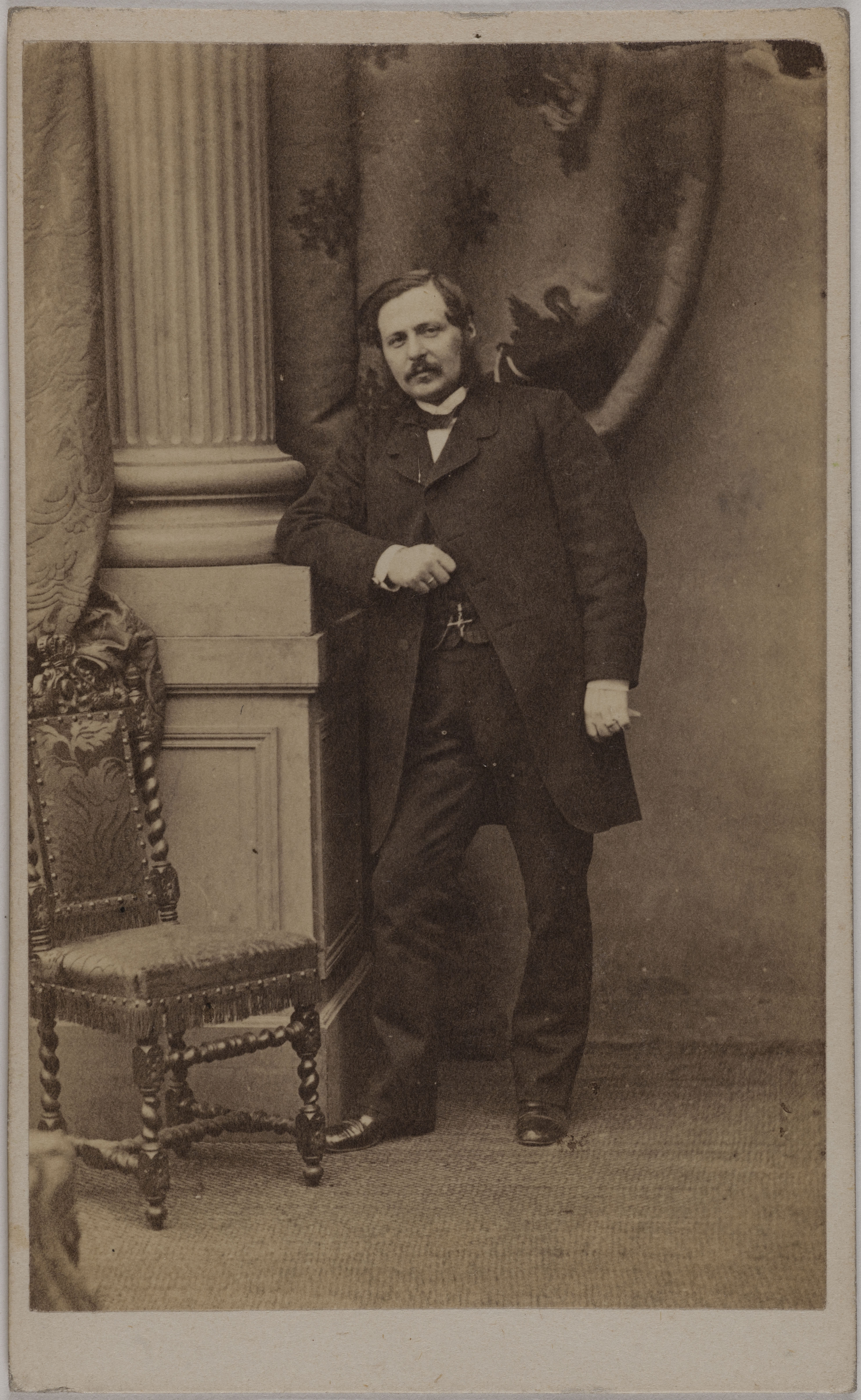
Ernest Armand (1829-1898), 1er comte Armand
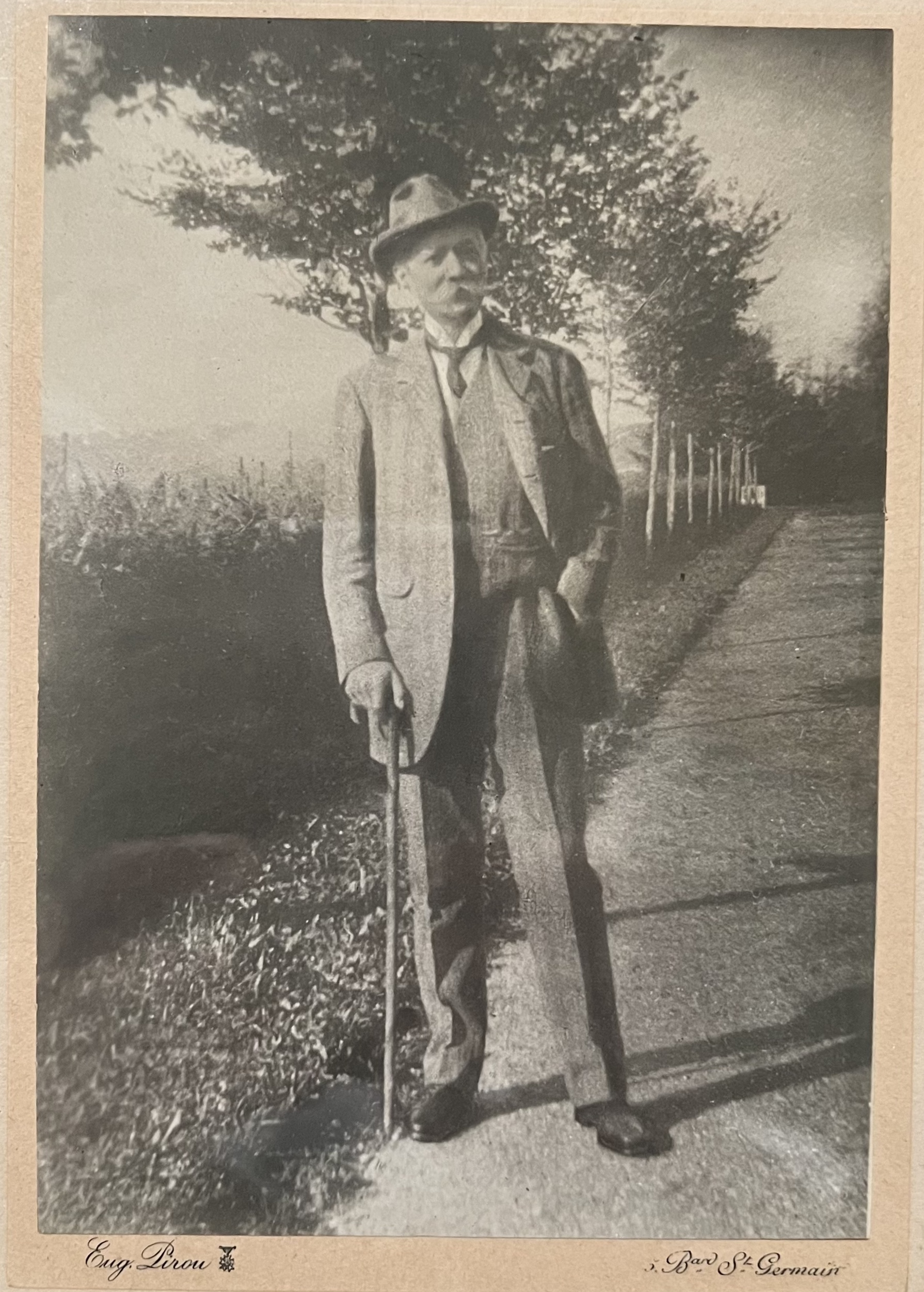
Abel Armand (1863-1919), 2e comte Armand

## Alliances
Les principales alliances de la famille Armand sont : de La Rochefoucauld (1879), de Gontaut-Biron (1889), Sauvage de Brantes (1891),  de Lévézou de Vézins (1937),  Levesque du Rostu (1919),  d'Oultremont (1924),  de Moustier (1928),  Lefèvre d'Ormesson,  de la Croix de Chevrières,  de Briey,  Hennessy,  Burin des Roziers, de Viry.

## Armes
- Les armes de la famille se blasonnent ainsi : D'hermines, à trois annelets de gueules enlacés en triangle, les chatons garnis : le premier d'une tiare, le second d'une couronne impériale, le troisième d'une louve.[1]
- Devise : « Et patri et patriœ »[1]
- Couronne de comte avec cette légende : OB TUA[1].